# Nomocharis farreri
Nomocharis farreri är en liljeväxtart som först beskrevs av William Edgar Evans, och fick sitt nu gällande namn av Euan Hillhouse Methven Cox. Nomocharis farreri ingår i släktet Nomocharis och familjen liljeväxter. Inga underarter finns listade.